# Nannophryne corynetes
Nannophryne corynetes är en groddjursart som först beskrevs av William Edward Duellman och Ochoa-M. 1991.  Nannophryne corynetes ingår i släktet Nannophryne och familjen paddor. IUCN kategoriserar arten globalt som sårbar. Inga underarter finns listade i Catalogue of Life.